# Pinacoteca museo della collegiata di Sant'Andrea
La Pinacoteca Museo della Collegiata di Sant'Andrea si trova ad Empoli, in provincia di Firenze, in alcune sale della canonica, attigue alla collegiata di Sant'Andrea. Il museo ospita una collezione tra le più ricche ed interessanti di tutto il Circondario empolese-valdelsa annoverando opere di maestri quali Filippo Lippi, Masolino da Panicale, Lorenzo Monaco, Francesco Botticini, Antonio Rossellino, Jacopo Chimenti e molti altri.
Al museo è collegata la visita alla chiesa di Santo Stefano degli Agostiniani, dove sono state anche organizzate delle mostre temporanee. 

## Storia
L'empolese Vincenzo Salvagnoli, che prese parte al Governo provvisorio della Toscana dopo la partenza del Granduca nel 1859 e preparò il plebiscito di annessione al Regno di Sardegna nel 1860, è considerato il fondatore di questo museo, grazie ad uno stanziamento di 5.040 lire appositamente concesse per il suo primo allestimento.
La prima sede fu la cappella di San Lorenzo, attigua alla collegiata: le opere, per lo più provenienti dalla collegiata, ma anche da altre chiese, nonché donazioni di privati, erano 54.
L'ispettore della Soprintendenza fiorentino Guido Carocci fu il primo a curare un allestimento per così dire scientifico della raccolta, dandole un ordine cronologico: creò anche una sezione speciale per le sculture in terracotta e i codici miniati.
L'incremento della raccolta rese necessario nel corso degli anni trenta del Novecento un cambio di sede: furono scelti dei locali della propositura, ma il progetto si interruppe a causa dei gravi danni subiti dagli edifici e dalle opere da i bombardamenti della seconda guerra mondiale. Il museo riaprì solamente nel 1956.
L'ultimo allestimento risale al 1990, con alcune ulteriori ristrutturazioni eseguite nel 2006. Il tutto è stato riordinato e dotato di nuovi impianti nel 2023, grazie ai fondi del PNRR. 

## Descrizione
La collezione oggi è ordinata su due piani, per un totale di otto sale, più la loggia coperta al primo piano del chiostro, dove hanno trovato sistemazione le terrecotte invetriate.

### Piano terra

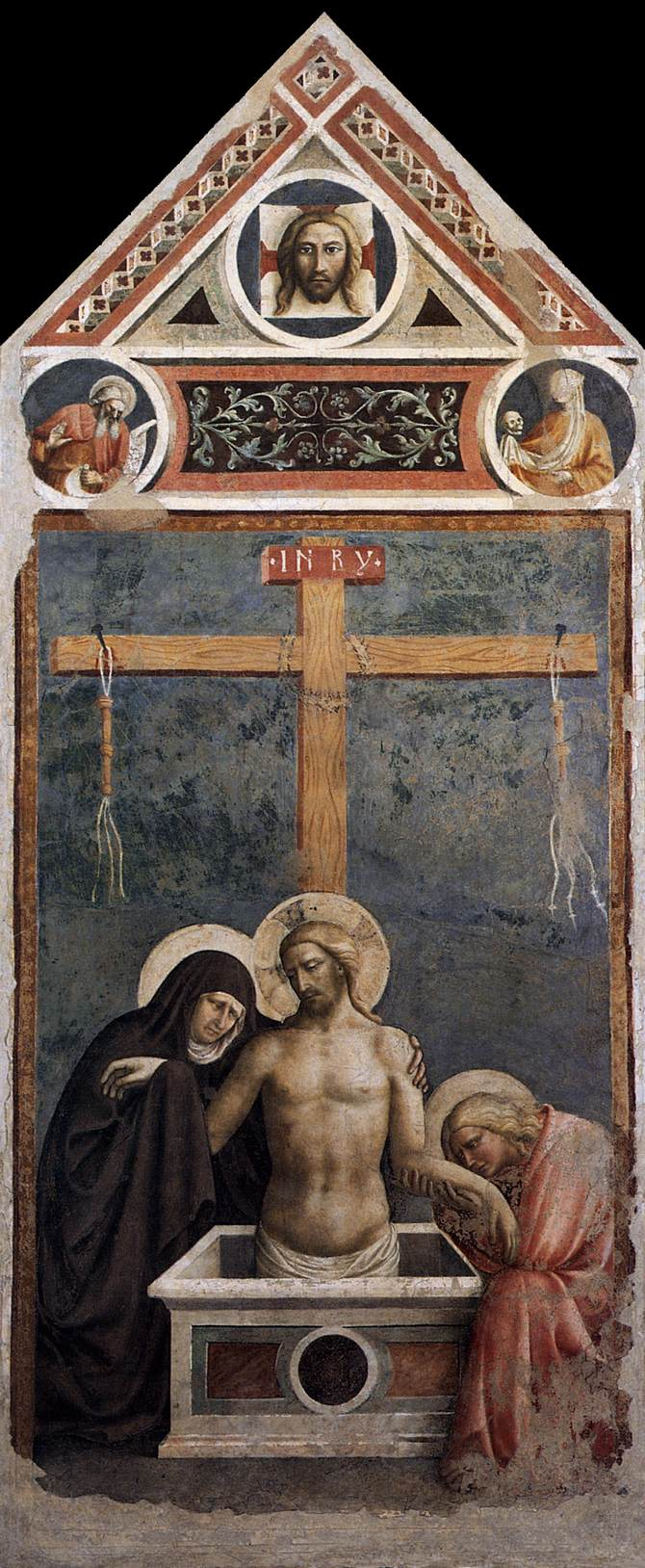
Cristo in pietà

#### Sala 1
Questa sala, che originariamente era la piccola chiesa di San Giovanni Battista, fu trasformata nel 1464 in un battistero collegandola tramite un corridoio alla collegiata.
Al centro si conserva il pregevole fonte battesimale di Bernardo Rossellino, datato 1447 e proveniente dalla collegiata.
Alle pareti si trovano alcuni affreschi staccati: il più importante è un Cristo in pietà di Masolino da Panicale, documentato a Empoli nel 1424. Altri affreschi sono di Gherardo di Jacopo detto Lo Starnina, di Fra Paolino da Pistoia ed altri frammenti di scuola fiorentina del XIV secolo.

#### Sala 2
La seconda sala è detta "delle sculture". Segue l'elenco delle opere:
- Manifattura toscana, Pila di acquasantiera, marmo, provenienti dalla collegiata di Sant'Andrea, 1492-1502
- Scuola fiorentina, Due profeti, terracotta, provenienti dalla collegiata di Sant'Andrea, battistero, prima metà del XVII secolo
- Bottega di Benedetto Buglioni, Madonna in trono tra i santi Anselmo, Domenico, Francesco, Maria Maddalena, terracotta, proveniente dalla chiesa di Santa Maria a Ripa, primo decennio del XVI secolo
- Giovanni Pisano, Madonna col Bambino, marmo, proveniente dalla sacrestia della collegiata di Sant'Andrea, 1280 circa
- Mino da Fiesole, Madonna col Bambino, controfacciata della collegiata di Sant'Andrea, 1470 circa
- Manifattura inglese, Leggio, ottone, proveniente dalla collegiata di Sant'Andrea, 1520
- Romualdo di Candeli, Maddalena, legno intagliato, proveniente dalla collegiata di Sant'Andrea, 1455
- Francesco di Valdambrino, Santo Stefano, legno intagliato e dipinto, proveniente dalla Collegiata di Sant'Andrea, 1409 circa
- Manifattura fiorentina, Madonna col Bambino e angeli, stucco, proveniente dalla collegiata di Sant'Andrea, seconda metà del XV secolo
- Battista di Donato Benti, Acquasantiera, marmo, proveniente dalla collegiata di Sant'Andrea, 1557 circa
- Giovanni Bandini, Profilo di Santa, marmo, proveniente dalla collegiata di Sant'Andrea, 1580 circa
- Giuseppe Cantini da Bibbiena detto il Cuoco, San Rocco, marmo, proveniente dall'oratorio di San Rocco, 1757

#### Sala 3
Questo piccolo vano di passaggio è detto "passetto". Vi si trovano due Angeli reggi candelabro, del 1603, eseguiti da Maestro Felice Fiorentino.

#### Sala 4
Questa sala è l'ingresso del museo e la scala per il piano superiore. Oggi vi sono collocati gli stemmi dell'Opera di Sant'Andrea e di alcune famiglie, provenienti per lo più dalla collegiata.

### Primo piano

#### Sala 5
In questa sala si trovano i dipinti dei secoli XIV e XV. Grazie a queste opere il visitatore può avere una esauriente panoramica della pittura fiorentina di quei secoli.
Per la maggior parte sono polittici, per lo più smembrati, qui ricoverati dalle chiese e dalle cappelle del territorio, oltre che dalla collegiata, naturalmente.
- Anonimo pistoiese (Maestro del 1336?), Madonna col Bambino tra i santi Francesco, Giovanni Battista, Andrea e Antonio abate, tavola, proveniente dalla collegiata di Sant'Andrea, cappella di Santa Lucia, 1320-1330 circa
- Niccolò di Pietro Gerini, Madonna col Bambino tra i santi Antonio abate, Giovanni Evangelista, Gregorio Magno e Leonardo, tavola, proveniente dalla collegiata di Sant'Andrea, 1385 circa
- Niccolò di Pietro Gerini e Lorenzo di Niccolò di Martino, Santi Ludovico e Orsola con san Girolamo; Santi Marta e Stefano con san Zanobi; nella predella Ultima cena; Cattura di Cristo; Deposizione, tavole, proveniente dalla collegiata di Sant'Andrea, 1401 circa
- Lorenzo di Bicci, Crocifissione, tavola, proveniente dalla chiesa di Santo Stefano, 1399
- Lorenzo di Bicci, San Tommaso riceve la cintola dalla Vergine assunta, tavola, proveniente dalla chiesa di Santo Stefano, 1395-1400
- Pittore fiorentino, Miracolo del Crocifisso, tavola, proveniente dalla collegiata di Sant'Andrea, inizi del secolo XV
- Ambrogio di Baldese, Madonna del latte, tavola, proveniente dal convento di Santa Croce, 1380-1385
- Agnolo Gaddi, Madonna col Bambino tra i santi Antonio abate, Caterina, Girolamo e Giovanni Battista, tavola, proveniente dall'oratorio di San Mamante, 1390 circa
- Cenni di Francesco, Santa Caterina d'Alessandria, santa Lucia ed altra santa; Sant'Onofrio, sant'Antonio e san Martino di Tours, tavole, proveniente dalla collezione Raimondo Cannoni, 1370-1375
- Pittore fiorentino, Crocifissione, tavola, proveniente dalla collezione Romagnoli, seconda metà del secolo XIV
- Mariotto di Nardo, Madonna e San Giovanni Evangelista ai piedi della croce, tavola, proveniente dall'oratorio di Sant'Antonio, inizi del secolo XV

#### Sala 6
In questa sala sono esposti invece i dipinti su tavola del XV secolo, tra i quali si trovano alcuni dei capolavori della collezione del Museo. 
- Bicci di Lorenzo, Madonna in trono col Bambino e donatore; i santi Giovanni Evangelista e Leonardo, tavola, proveniente dalla collegiata di Sant'Andrea, cappella di San Leonardo, 1423
- Scolaio di Giovanni (ex Maestro di Borgo alla Collina), Santi Ivo e Lazzaro, Giovanni Battista e Antonio abate, tavole, proveniente dalla collegiata di Sant'Andrea, cappella di Sant'Ivo, 1420 circa[1]
- Lorenzo Monaco, Madonna dell'Umiltà tra i santi Donnino e Giovanni Battista, Pietro e Antonio abate, tavola, proveniente dalla chiesa di San Donnino oggi in una area privata in fondo alla via omonima, documentata già nel 1192 sconsacrata nel 1784,[2] 1404.[3]
- Filippo Lippi, Madonna in trono tra angeli e i santi Michele, Bartolomeo e Alberto, tavola, proveniente dalla collezione Romagnoli, 1430 circa
- Lorenzo Monaco, trittico con la Madonna in trono e e, nei laterali, i Santi Matteo e Caterina d'Alessandria, e i Santi Giovanni Battista ed Agostino, opera del 1415 circa di Lorenzo Monaco forse con la collaborazione, negli scomparti laterali, del giovane Francesco d'Antonio, suo allievo, tavola, proveniente dalla cappella di San Matteo, oggi sagrestia, della chiesa di Santo Stefano.[4]
- Maestro di Signa, I santi Ansano e Apollonia; l'Arcangelo Raffaele, tavole, proveniente dalla chiesa di Santo Stefano, prima metà del XV secolo
- Maestro di Signa, Madonna col Bambino tra i due angeli, tavola, proveniente dal convento di Santa Croce, prima metà del XV secolo
- Bottega di Rossello di Jacopo Franchi, Madonna dell'Umiltà, tavola, proveniente dalla collegiata di Sant'Andrea, 1430 circa
- Maestro di Signa, I santi Lorenzo e Donnino, Pietro e Paolo, tavola, proveniente dalla chiesa di San Donnino, prima metà del XV secolo
- Rossello di Jacopo Franchi, Madonna col Bambino in trono tra i santi Sebastiano e Giovanni Battista, Giovanni Evangelista e Domitilla, tavola, proveniente dalla Pieve di San Giovanni Evangelista a Monterappoli, 1420-1430 circa

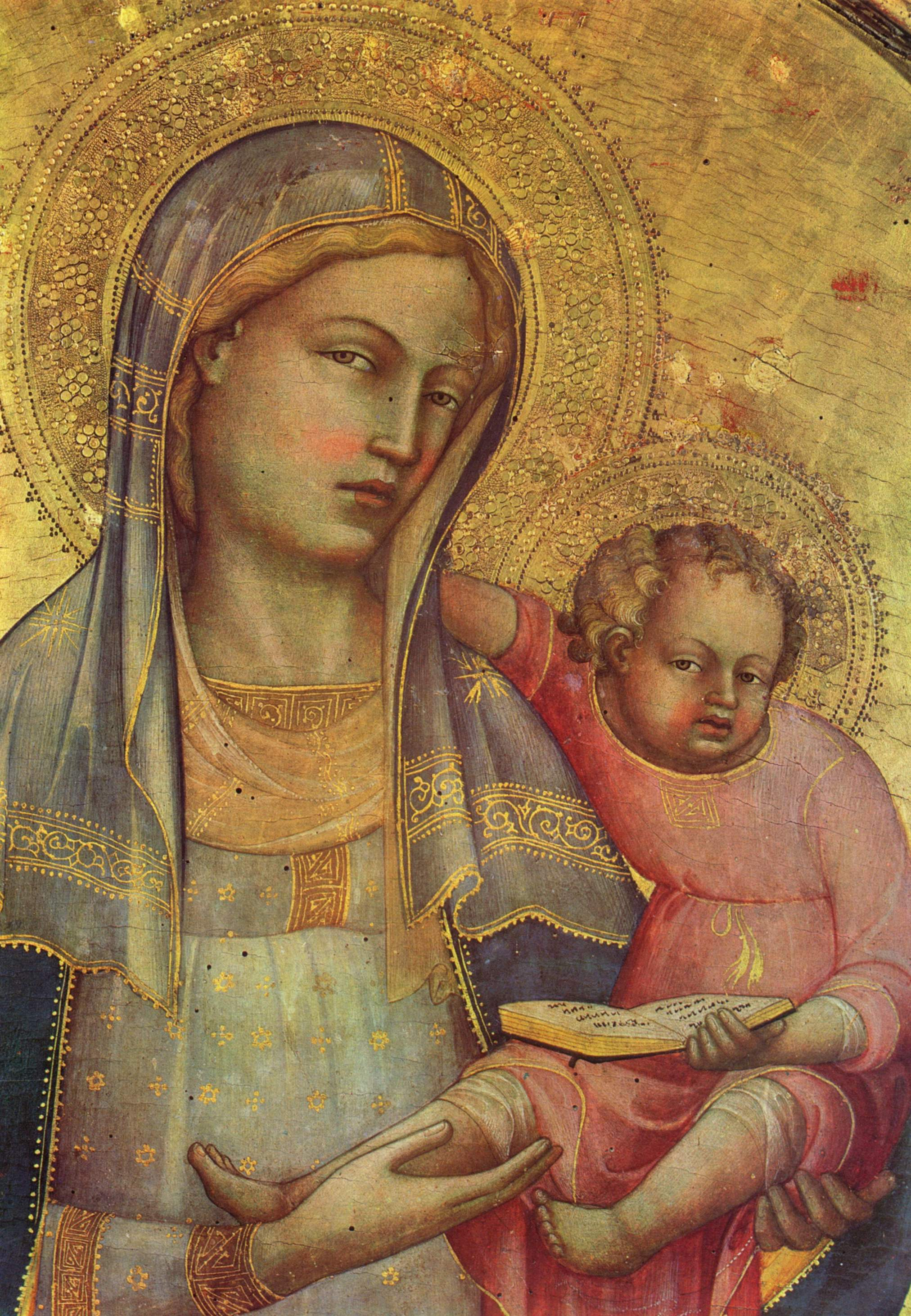
Lorenzo Monaco, Madonna dell'Umiltà, particolare
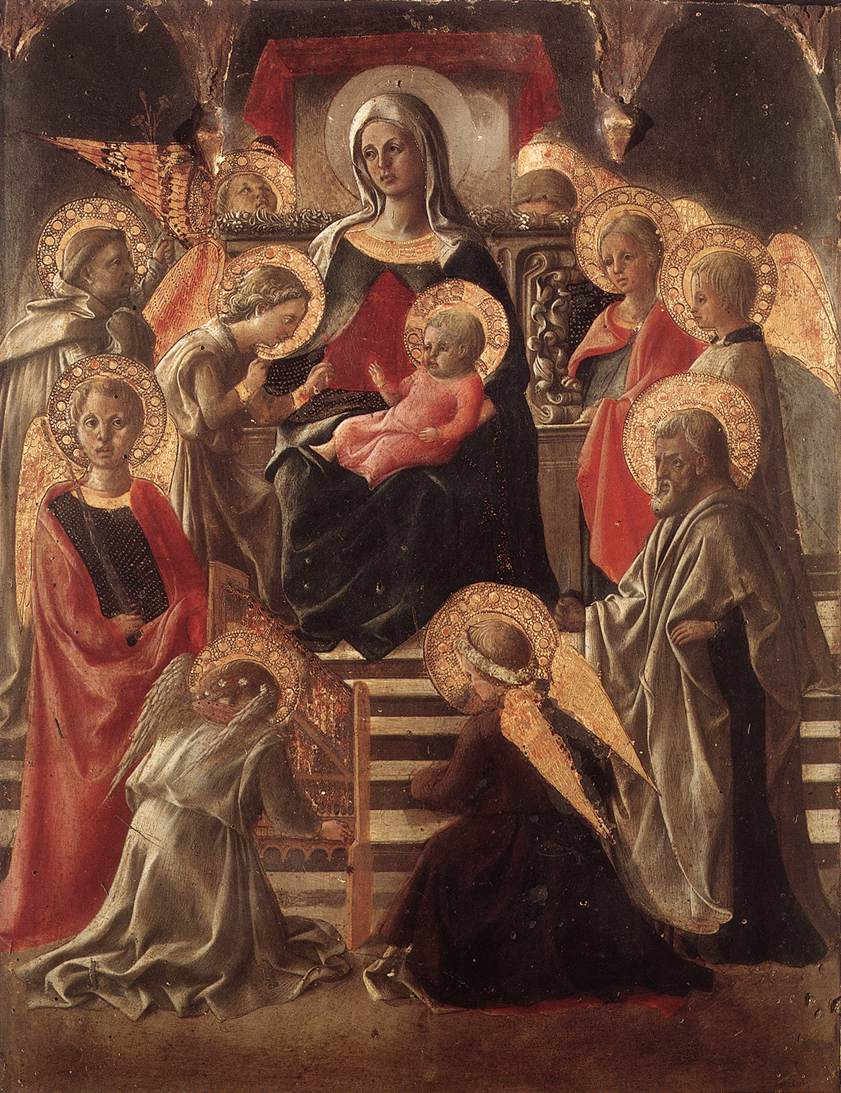
Filippo Lippi, Madonna in trono tra angeli e i santi Michele, Bartolomeo e Alberto

#### Sala 7
La settima sala è denominata "Sala dei Botticini", per il cospicuo numero di opere a loro ascritte qui conservate.
Il monumentale Tabernacolo di San Sebastiano è senza dubbio l'opera più importante ed è frutto di una collaborazione tra Francesco Botticini e Antonio Rossellino.
- Antonio Rossellino e Francesco Botticini, Tabernacolo di San Sebastiano, tavola e marmo, proveniente dalla collegiata di Sant'Andrea, 1476 circa
- Pittore fiorentino, San Nicola di Bari venerato da una monaca, tavola, proveniente dal convento di Santa Croce, inizi del secolo XVI
- Manifattura cretese-veneziana, Madonna col Bambino, tavola, proveniente dalla collezione Gozzini, secolo XVI
- Pittore toscano, Veronica, tavola, proveniente dalla collezione del Vivo, inizi del secolo XVI
- Raffaello Botticini, Cristo e la Samaritana al pozzo, Cacciata dei mercanti dal tempio, Ingresso di Cristo in Gerusalemme, tavola, proveniente dalla Compagnia di Sant'Andrea, primo decennio del secolo XVI
- Attribuito a Francesco Botticini, Crocifisso adorato da monaci, tavola, proveniente dalla collegiata di Sant'Andrea, 1490 circa
- Pittore fiorentino, La Compagnia del Crocifisso in adorazione della croce, tavola, proveniente dalla collegiata di Sant'Andrea, inizi del secolo XVI
- Attribuito a Francesco Botticini, Angeli musicanti, tavola, proveniente dalla collezione Romagnoli, 1480 circa
- Francesco Botticini, Annunciazione, tavola, proveniente dalla collegiata di Sant'Andrea, 1480 circa
- Raffaello Botticini, San Girolamo; San Sebastiano, tavole, tavola, proveniente dalla collegiata di Sant'Andrea, compagnia di Sant'Andrea, 1500 circa
- Attribuito a Raffaello Botticini, San Giovanni Battista; Sant'Andrea, tavola, proveniente dalla collegiata di Sant'Andrea, 1506 circa

#### Sala 8
La sala 8 ci offre oltre al Tabernacolo del Sacramento una raccolta di tavole dei secoli XVI e XVII
- Francesco Botticini e Raffaello Botticini, Tabernacolo del Sacramento, tavola e legno intagliato e dorato, proveniente dalla collegiata di Sant'Andrea, 1484-1491
- Attribuito a Jacopo di Arcangelo detto Jacopo del Sellaio, Adorazione del Bambino con San Giovannino, tavola, proveniente dalla collezione Cannoni, 1470 circa
- Attribuito a Jacopo di Arcangelo detto Jacopo del Sellaio e bottega, Madonna col Bambino tra i santi Nicola e Pietro martire, tavola, proveniente dalla collezione Cannoni, 1490 circa
- Attribuito a Giovanni Antonio Sogliani, San Biagio in trono, tavola, proveniente dalla collegiata di Sant'Andrea, 1530 circa
- Pier Francesco Fiorentino, Madonna in trono tra i santi Matteo apostolo, Guglielmo eremita, Barbara e Sebastiano, tavola, proveniente dalla collegiata di Sant'Andrea, cappella di San Guglielmo, 1474 circa
- Attribuito a suor Plautilla Nelli, Sposalizio mistico di santa Caterina, tavola, proveniente dalla collezione Bogani, 1550 circa
- Attribuito a Cosimo Rosselli, Adorazione del Bambino con san Giuseppe e san Giovannino, proveniente dalla collezione Antonio Mari, 1500 circa
- Attribuito a Pier Francesco Fiorentino, Madonna col Bambino, tavola, proveniente dalla collezione Niccolò Bogani, 1490 circa
- Pittore toscano, Storie della Vergine e di Cristo, tela, proveniente dalla collegiata di Sant'Andrea, secolo XVII?
- Attribuito a Giovan Battista Volponi detto Lo Scalabrino, Vergine in Gloria tra i santi Stefano, un donatore, Maddalena, Onofrio, Barbara, proveniente dalla collegiata di Sant'Andrea, 1530 circa
- Pittore toscano, Vergine assunta, tela, proveniente dalla collegiata di Sant'Andrea, 1600 circa
- Jacopo da Empoli, Incredulità di san Tommaso, tavola, proveniente dall'oratorio di San Tommaso, 1602

#### Sala 9
Più che di una sala, si tratta di una loggia prospiciente il chiostro della collegiata.
Si conservano le terrecotte invetriate provenienti dalle botteghe dei Della Robbia e dei Buglioni.
- Bottega di Benedetto Buglioni, Madonna col Bambino, san Giovannino e sue angeli, terracotta invetriata policroma, proveniente dalla collegiata di Sant'Andrea, 1500-1505 circa
- Bottega robbiana, San Rocco, terracotta invetriata, proveniente dalla chiesa di Santa Maria a Fibbiana, 1500 circa
- Andrea Della Robbia, Eterno Padre benedicente in gloria d'angeli, terracotta invetriata policroma, proveniente dalla collegiata di Sant'Andrea, cappella di San Sebastiano, 1480 circa
- Bottega di Andrea Della Robbia, Cornice, terracotta invetriata policroma, proveniente dalla chiesa di Santa Maria a Ripa, 1500 circa
- Benedetto Buglioni, Immacolata concezione in gloria d'angeli tra i santi Anselmo e Ambrogio, terracotta invetriata policroma, proveniente dalla chiesa di Santa Maria a Ripa, 1480-1485
- Andrea Della Robbia, Madonna col Bambino, terracotta invetriata policroma, proveniente dal Palazzo Pretorio di Empoli, 1518
- Bottega di Benedetto Buglioni, Sant'Anselmo in trono tra i santi Lorenzo e Giuliano, Rosa da Viterbo e Chiara, terracotta invetriata policroma, proveniente dalla chiesa di Santa Maria a Ripa, 1480-1485